# Ctenobethylus goepperti
Ctenobethylus
Genre
Espèce
Ctenobethylus goepperti, unique représentant du genre fossile Ctenobethylus, est une espèce fossile d'insectes hyménoptères de la famille des Formicidae (les fourmis).

## Classification
Le genre Ctenobethylus est créé en 1939 par l'entomologiste américain Charles Thomas Brues (1879-1955), en même temps qu'il décrit l'espèce Ctenobethylus succinalis,.
L'espèce Ctenobethylus goepperti est décrite en 1868 par l'entomologiste autrichien Gustav Mayr (1830-1908) sous le protonyme Hypoclinea goepperti,.

### Fossiles
Selon Paleobiology Database en 2023, le nombre de collections référencées est de vingt-cinq :
- Oligocène, une collection d'Allemagne  ;
- Éocène, deux collections d'Allemagne, une de Lituanie, trois de Pologne, quatorze de Russie, quatre de l'Ukraine.

Les vingt-cinq collections sont toutes du Priabonien de l'Éocène supérieur au Rupélien de l'Oligocène inférieur, soit de 38 à 28,1 Ma avant notre ère.

### Synonymes
Selon Paleobiology Database en 2023, l'espèce Ctenobethylus goepperti a quatre synonymes :
- †Hypoclinea goepperti Mayr, 1868
- †Iridomyrmex goepperti Théobald, 1937
- †Liometopum goepperti Shattuck (d), 1992
- †Ctenobethylus succinalis Brues, 1939

### Renommages
L'espèce Hypoclinea goepperti est renommée en 1937 par le paléontologue français Nicolas Théobald (1903-1981) sous le taxon Iridomyrmex goepperti, repris en 1976 par l'entomologiste William L. Brown (d),.
L'espèce Ctenobethylus succinalis, décrite en 1939 par Charles Thomas Brues, est citée en 1987 par Ute Spahr (d), et mise en synonyme avec Iridomyrmex geopperti en 1976 par William L. Brown, repris en 1988 par Martin Sorg (d), et finalement mis en synonymie avec Ctenobethylus goepperti en 2002 par Gennady Mikhaïlovitch Dlussky (d),.
L'espèce Hypoclinea goepperti est renommée Liometopum goepperti en 1992 par Steven O. Shattuck (d),.
L'espèce Hypoclinea goepperti est finalement renommée Ctenobethylus goepperti en 2002 par Gennady Mikhaïlovitch Dlussky, suivi en 2011 par Brian E. Heterick (d) et Steven O. Shattuck, et en 2014 par Jason Andrew Dunlop et al.,.

### Étymologie
L'épithète spécifique goepperti rend hommage au paléontologue prussien Johann Heinrich Robert Göppert (1800-1884).

## Description

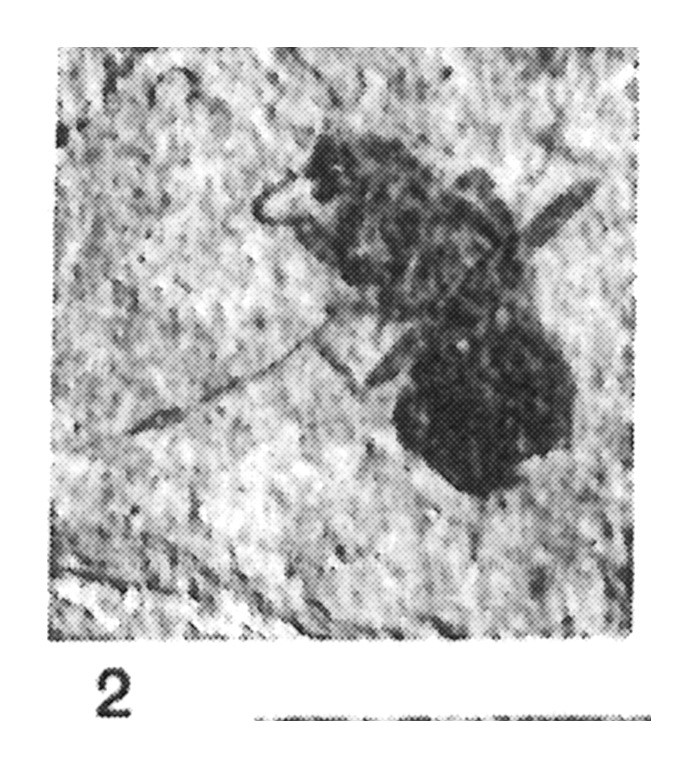
Iridomyrmex goepperti mâle Mayr 1937 N. Théobald éch R289 x3 p. 208 Pl. IV Hyménoptères du Sannoisien de Kleinkembs.

### Caractères
La diagnose de Nicolas Théobald en 1937, : 

« ♂ éch. R289 et R73 (?). Cet Insecte a le corps brun noirâtre et les ailes claires ; tête arrondie, légèrement élargie ; deux gros yeux proéminents ; trois ocelles ; clypeus arrondi à l'avant, court et large ; antennes insérées en arrière du clypeus ; scape court, n'atteint pas l'extrémité de la tête ; funicule formé d'articles cylindriques au nombre de 13 (?). Cou net. Thorax arrondi, apparaît par la compression légèrement concave à l'avant. On voit par transparence l'insertion des pattes, pattes I très à l'avant, pattes II et II à l'arrière du thorax. Pédicelle formé d'un seul article. Abdomen subsphérique. Pattes longues de couleur brunâtre. Ailes à nervures brun jaunâtre, stigma moyen. ».

### Dimensions
La longueur totale est de 5,75 mm.

### Affinités
« Semble bien être le mâle de I. goepperti de l'ambre de la baltique ; la conformation de la tête et des antennes est identique, la couleur est la même ; cependant le ♂ de I. goepperti n'a qu'une longueur de 3 mm.
D'après Wheeler les g. Bothriomyrmex et Liometopum auraient pu dériver d'Iridomyrmex goepperti.
Je rapproche des formes précédentes : 1° ♀ R351 + 635. Insecte semblable au précédant, mais dépourvu d'ailes. L. totale = 6,25mm. (Pl. XIV, fig 18).
2° ♀ R28, 886 et 382. Un fragment d'aile conservé sur R28 montre la nervation des Formicidae. ».

## Galerie

Iridomyrmex goepperti Mayr en 1937 selon N. Théobald.
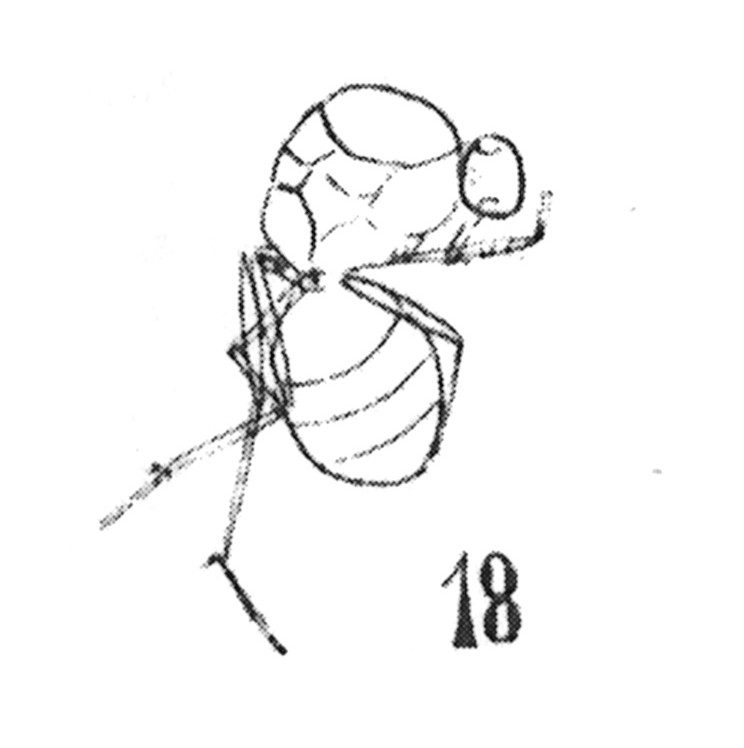
Femelle éch R351.
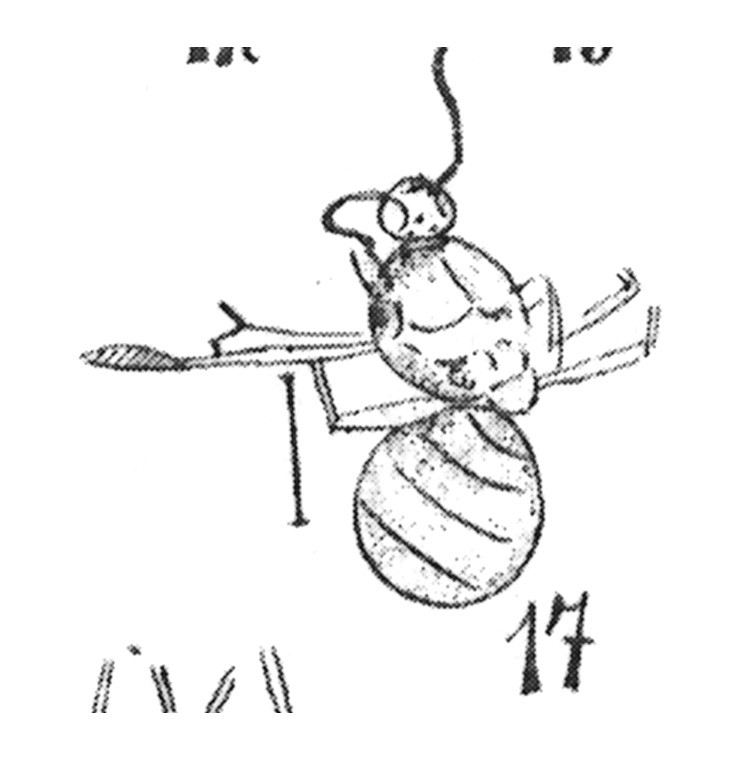
Mâle éch R289.

Spécimens en couleurs venant de l'ambre
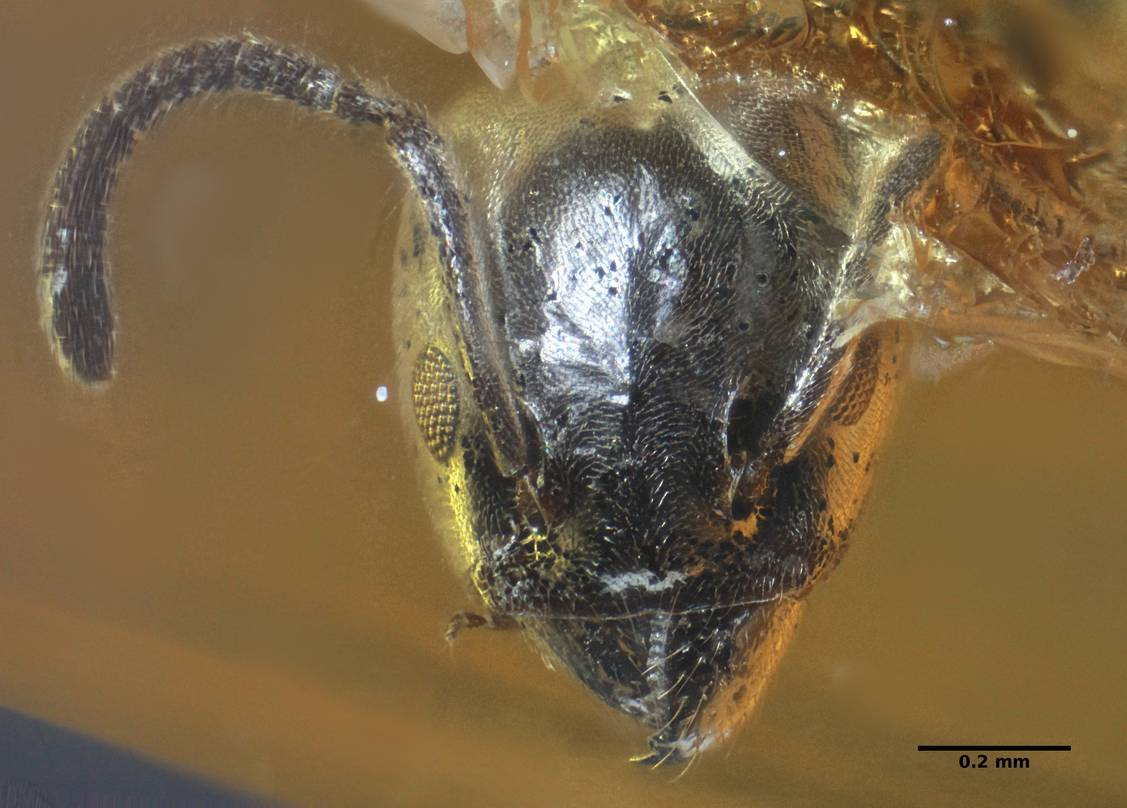
Spécimen ANTWEB1032421 - Tête.
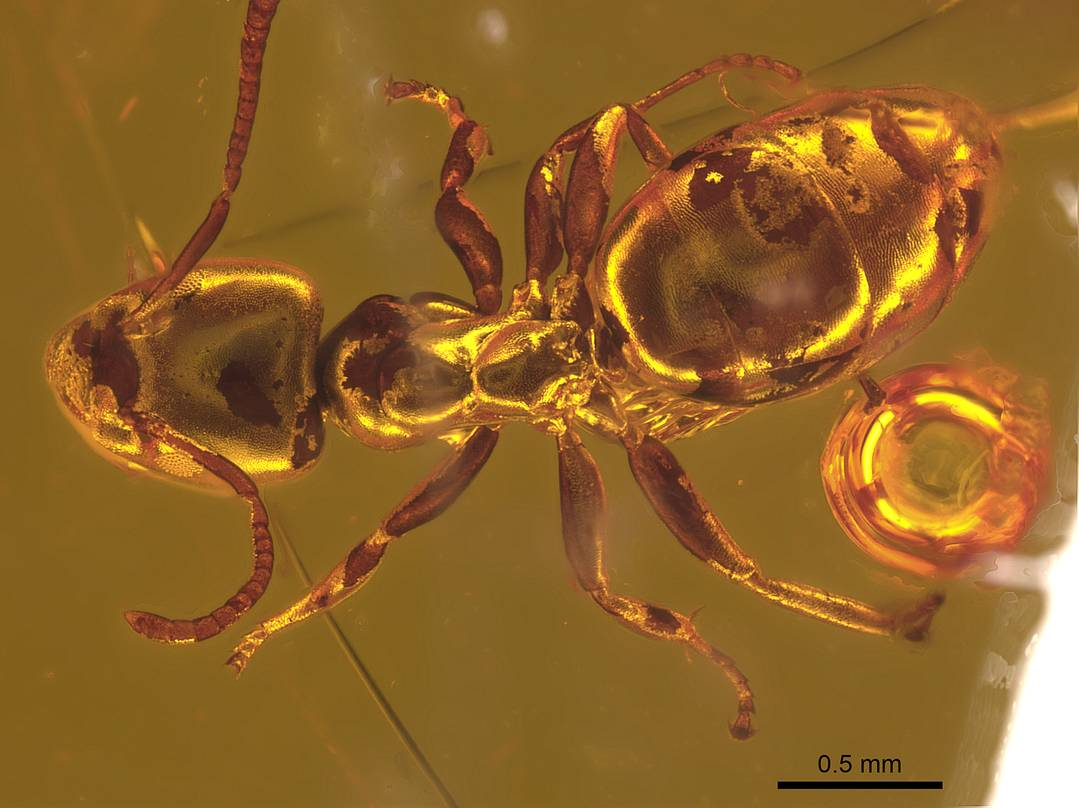
Spécimen CASENT0909573 - vue dorsale.
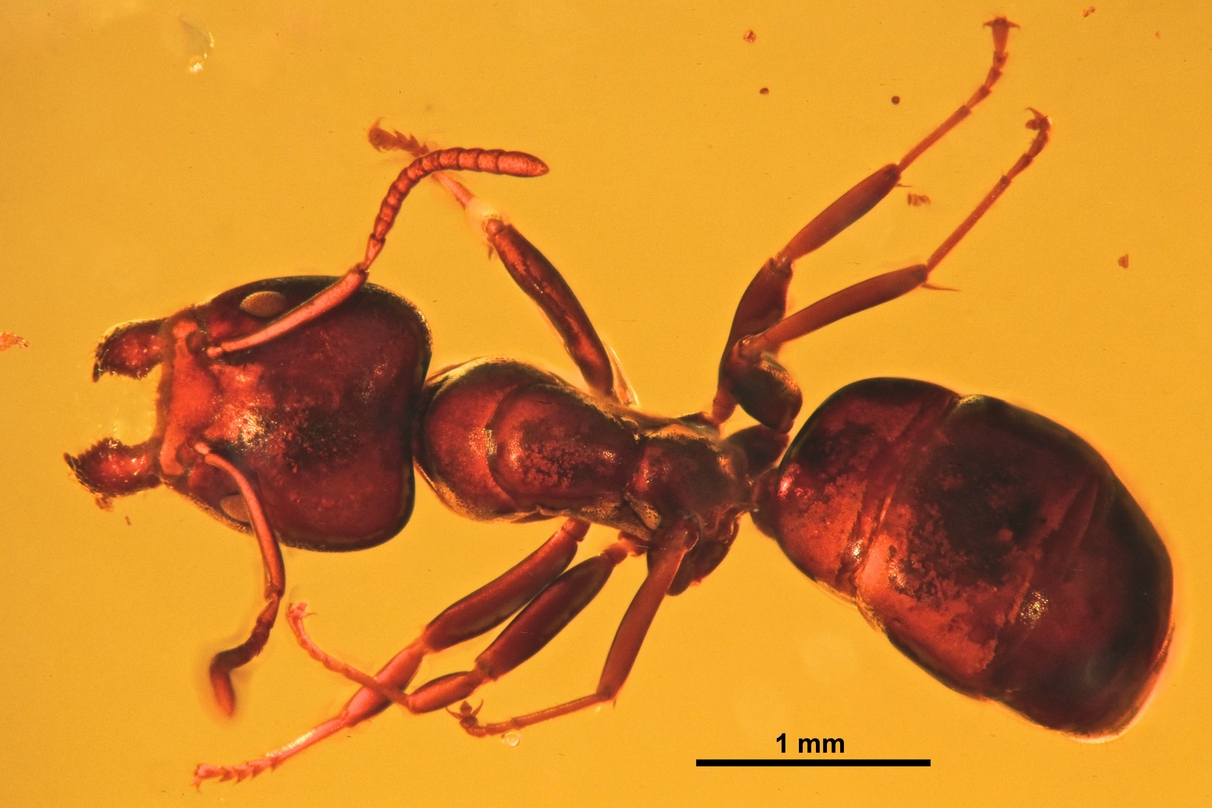
Spécimen HJF009 - vue dorsale.
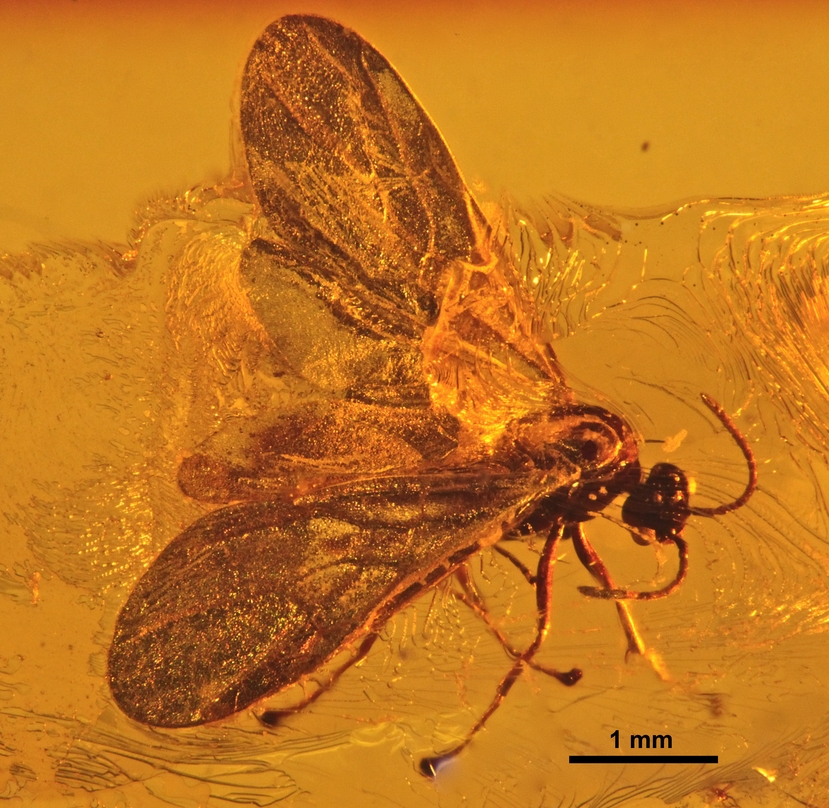
Spécimen MBI5846 de profil avec ailes.
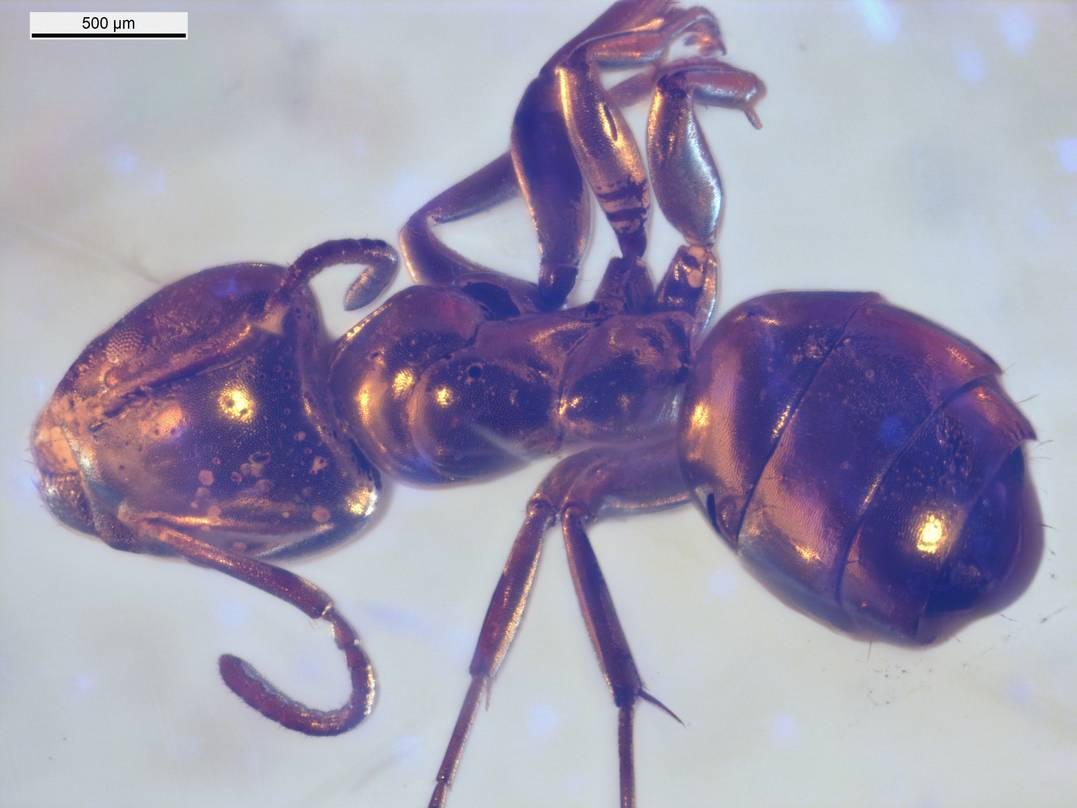
NHMW1984-31-216 dorsal.
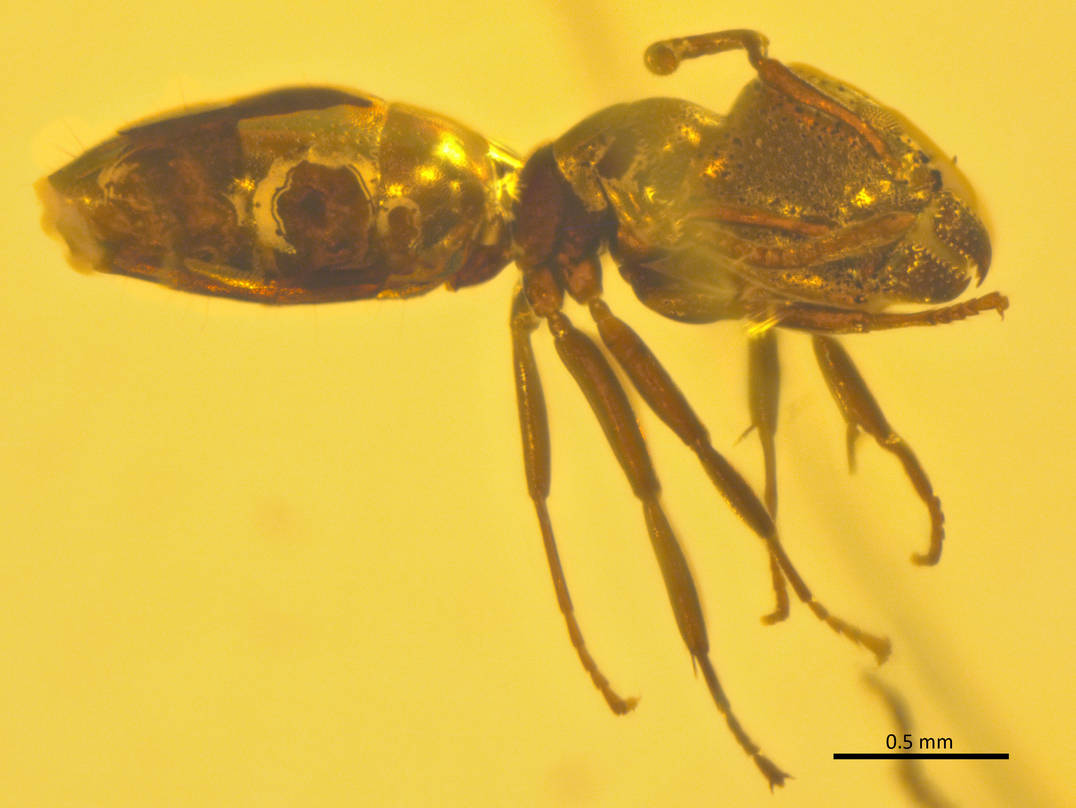
NHMW1984-31-218 profil droit.
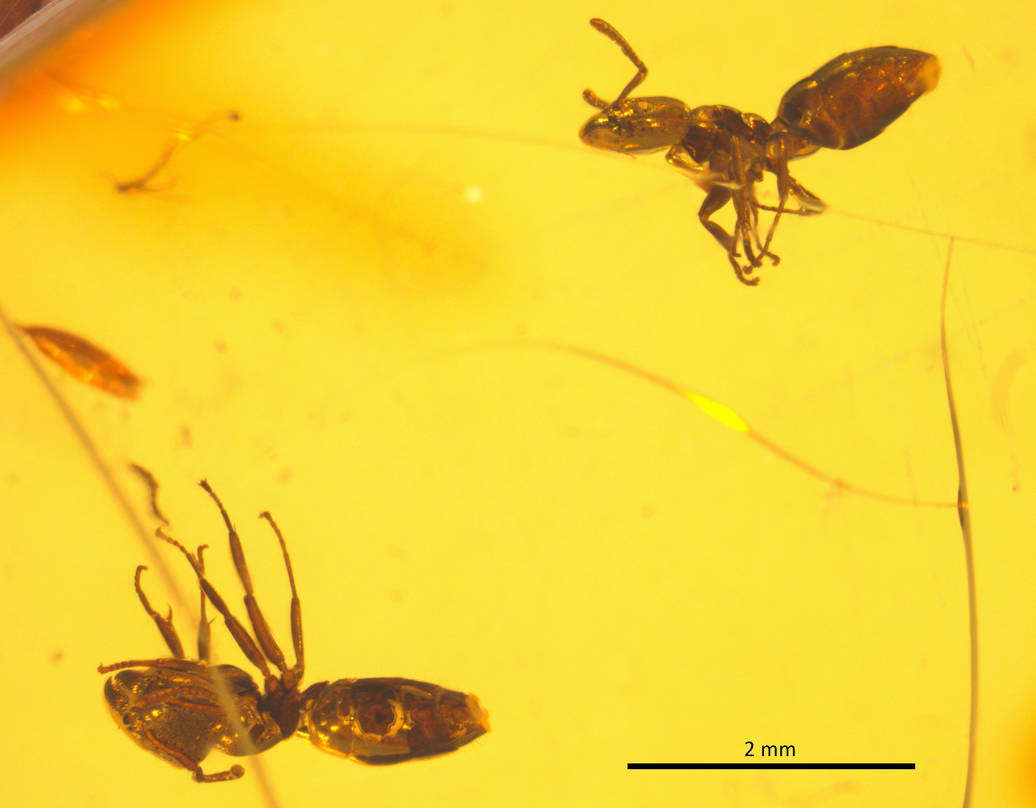
Specimen NHMW1984-31-218.
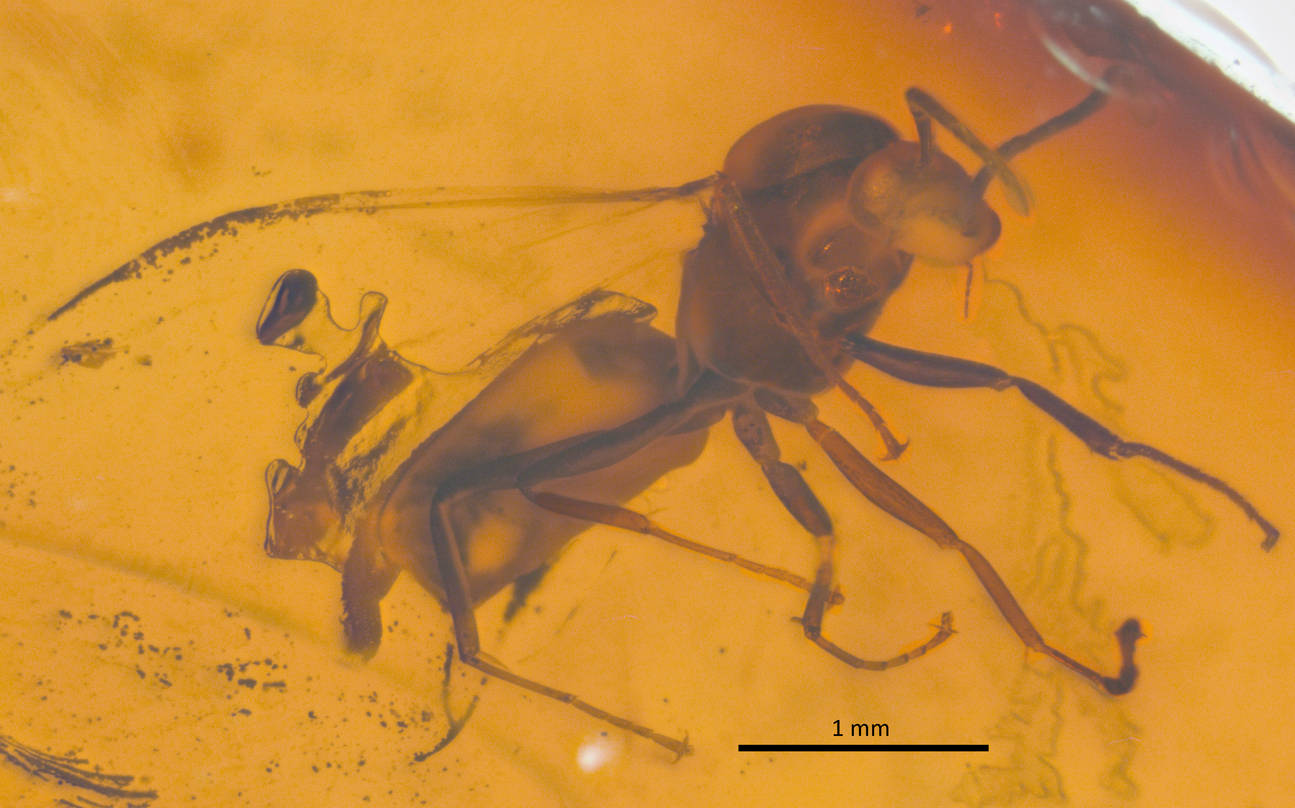
NHMW1984-31-232 profil.
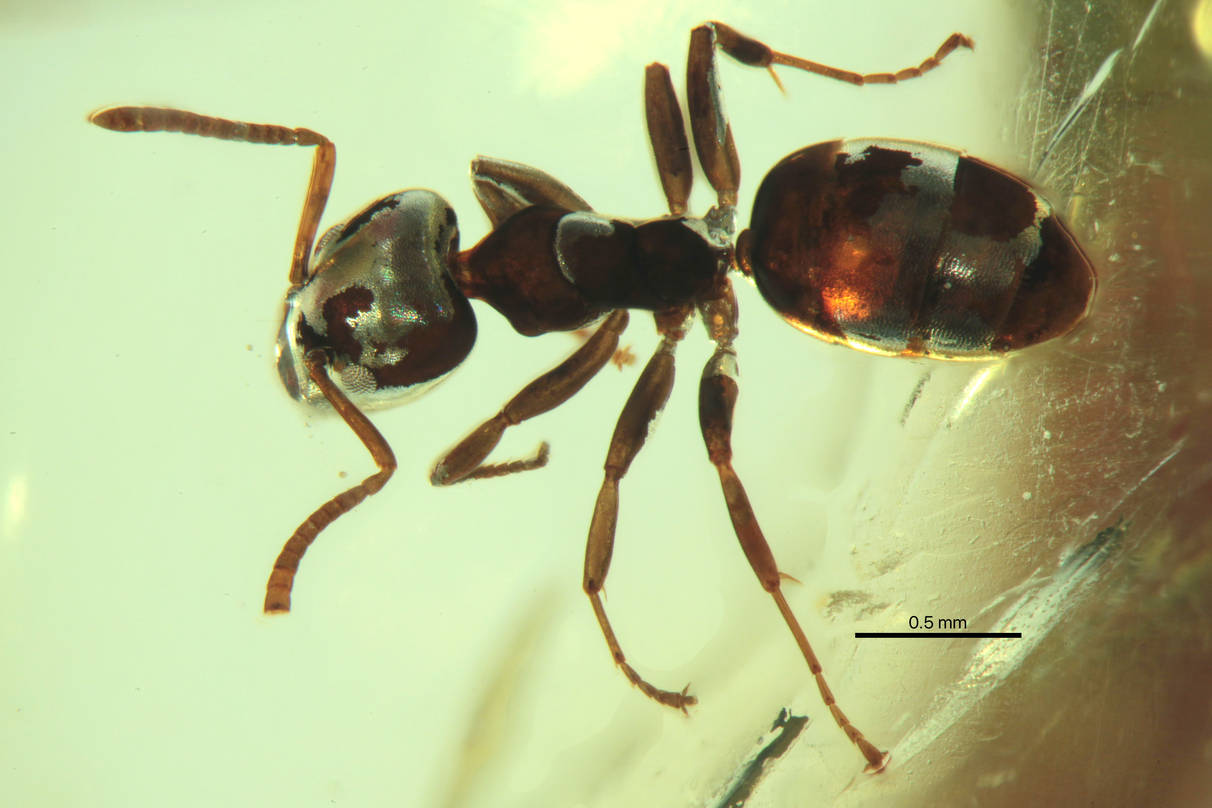
SMFBE1250 profil.

### Publications originales
- [1939] (en) Charles Thomas Brues, « New Oligocene Braconidae and Bethylidae from Baltic Amber », Annals of the Entomological Society of America, vol. 32, no 2,‎ 1939, p. 251-263.
- [1868] (en) Gustav Mayr, « Die Ameisen des baltischen Bernsteins », Beiträge zur Naturkunde Preussens, vol. 1,‎ 1868, p. 1-102.